# Pfarrkirche Vöcklamarkt

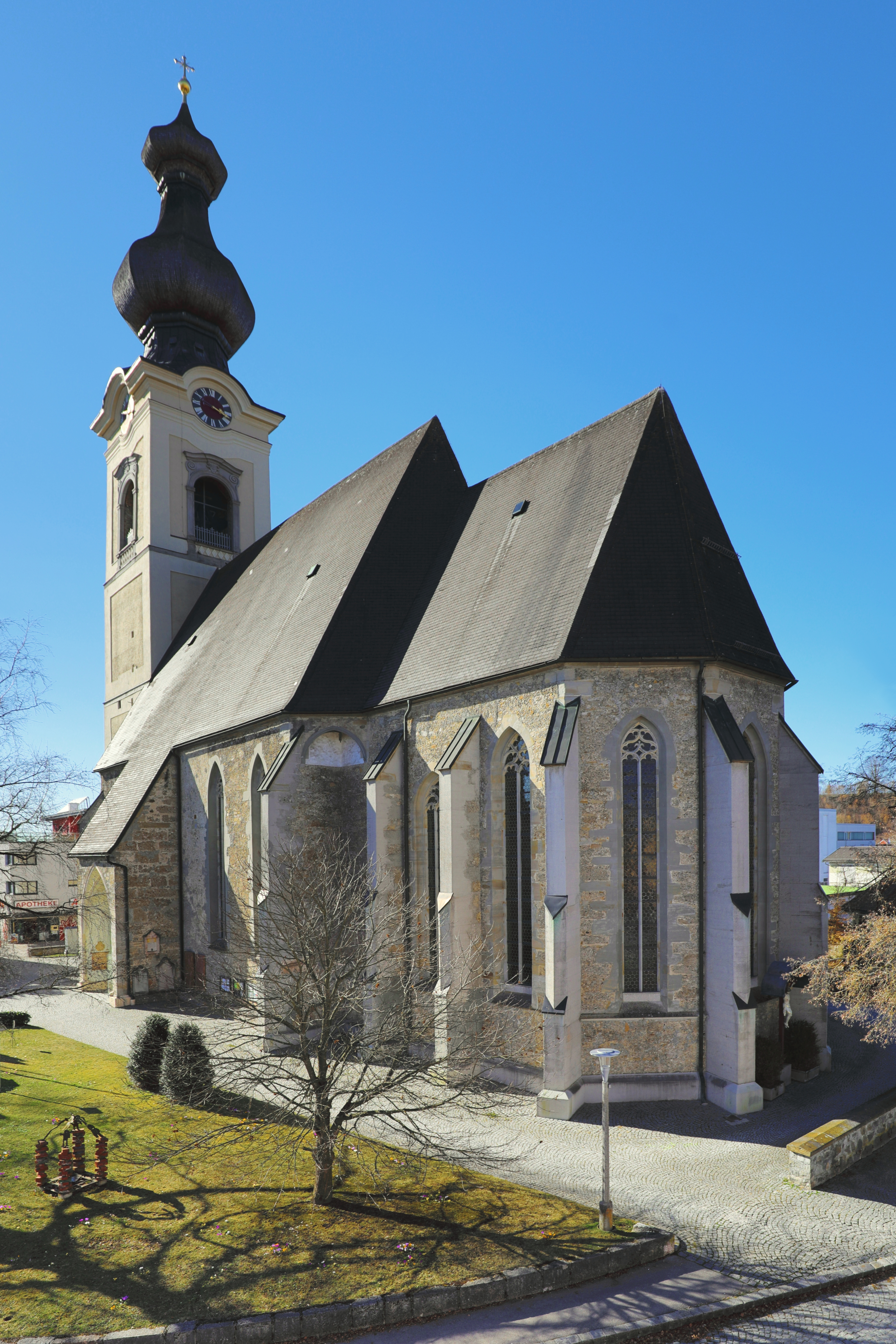
Pfarrkirche Mariä Himmelfahrt in Vöcklamarkt

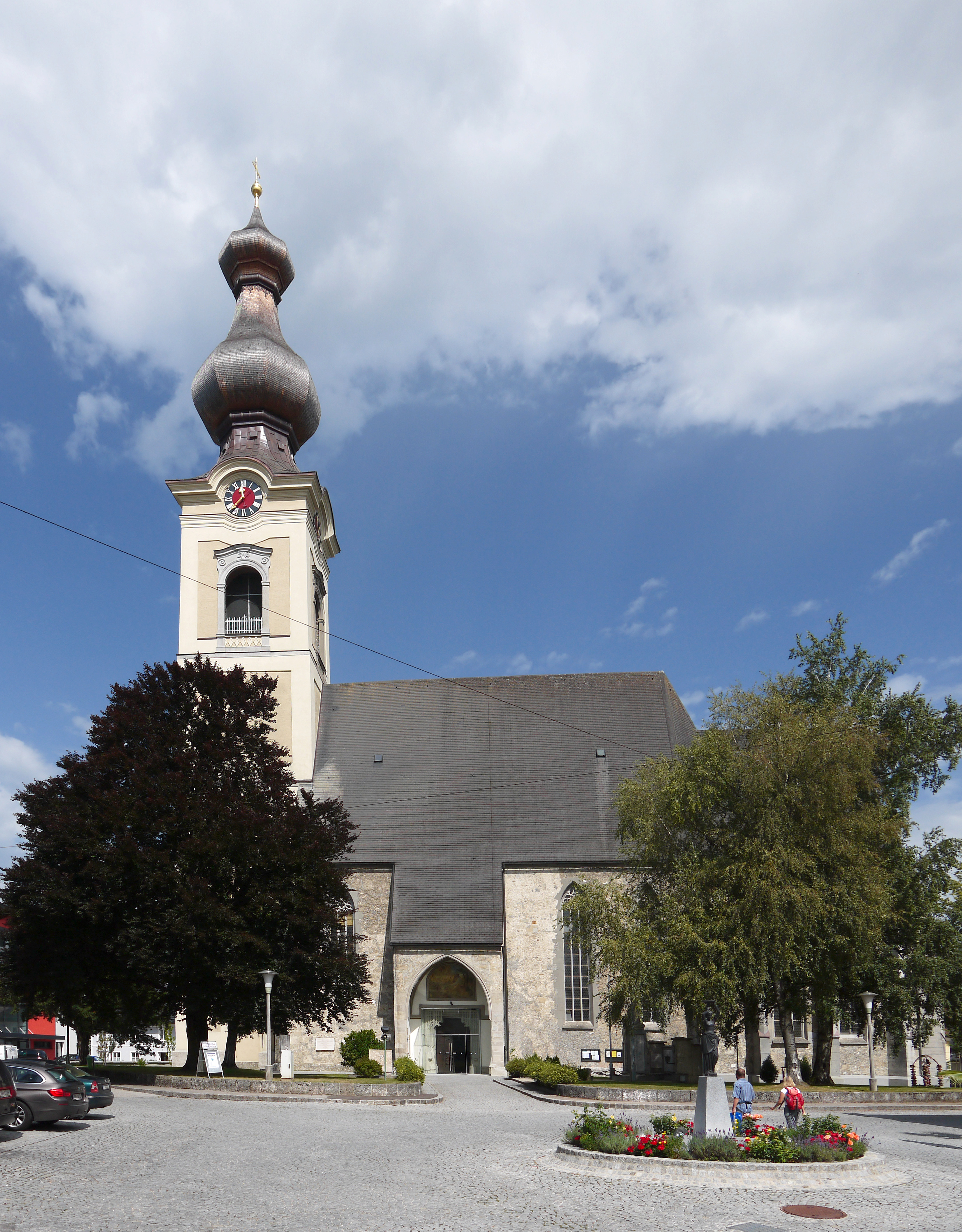
Südansicht der Pfarrkirche Mariä Himmelfahrt

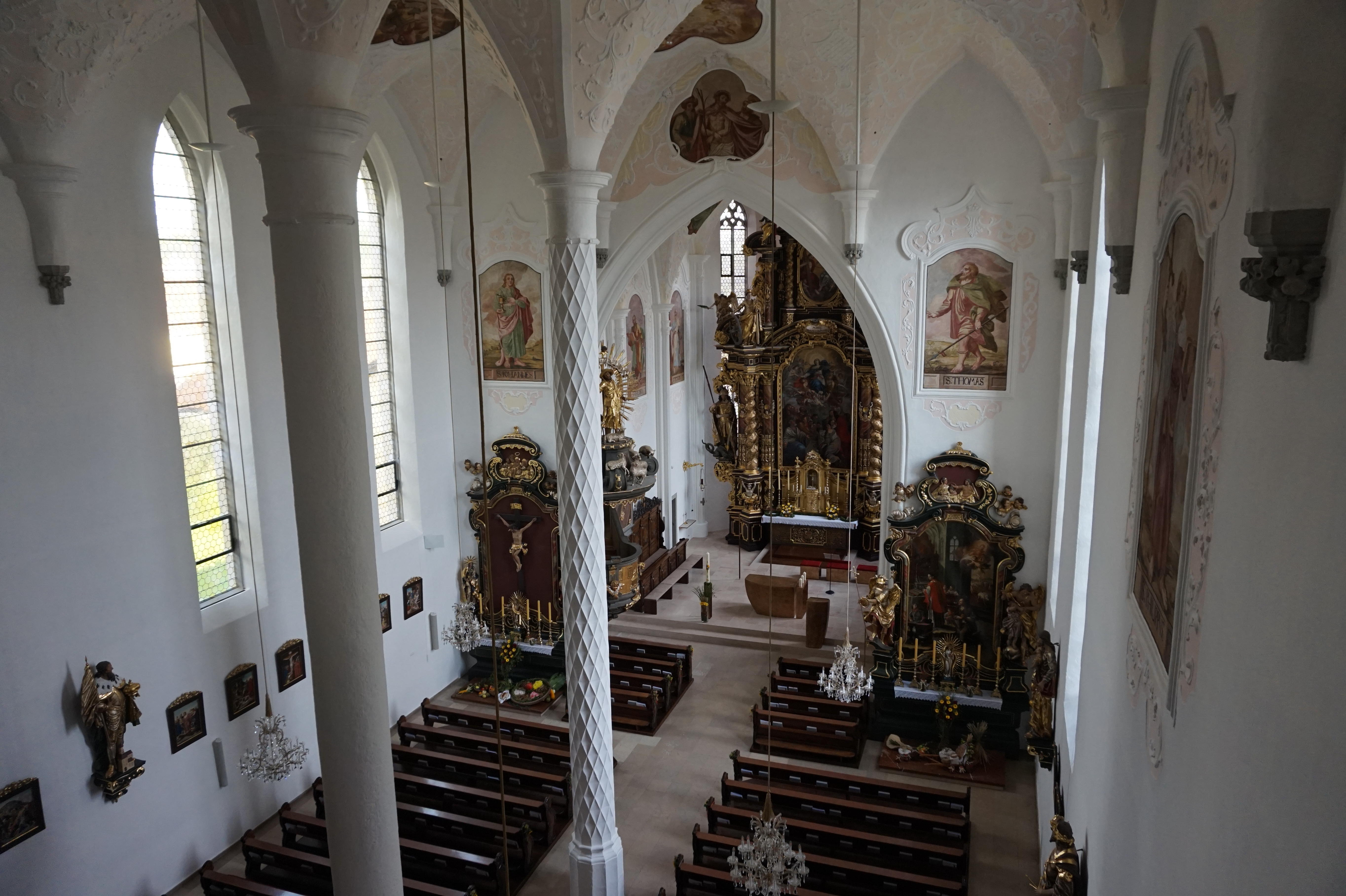
Innenansicht der Pfarrkirche Vöcklamarkt nach der Renovierung 2016

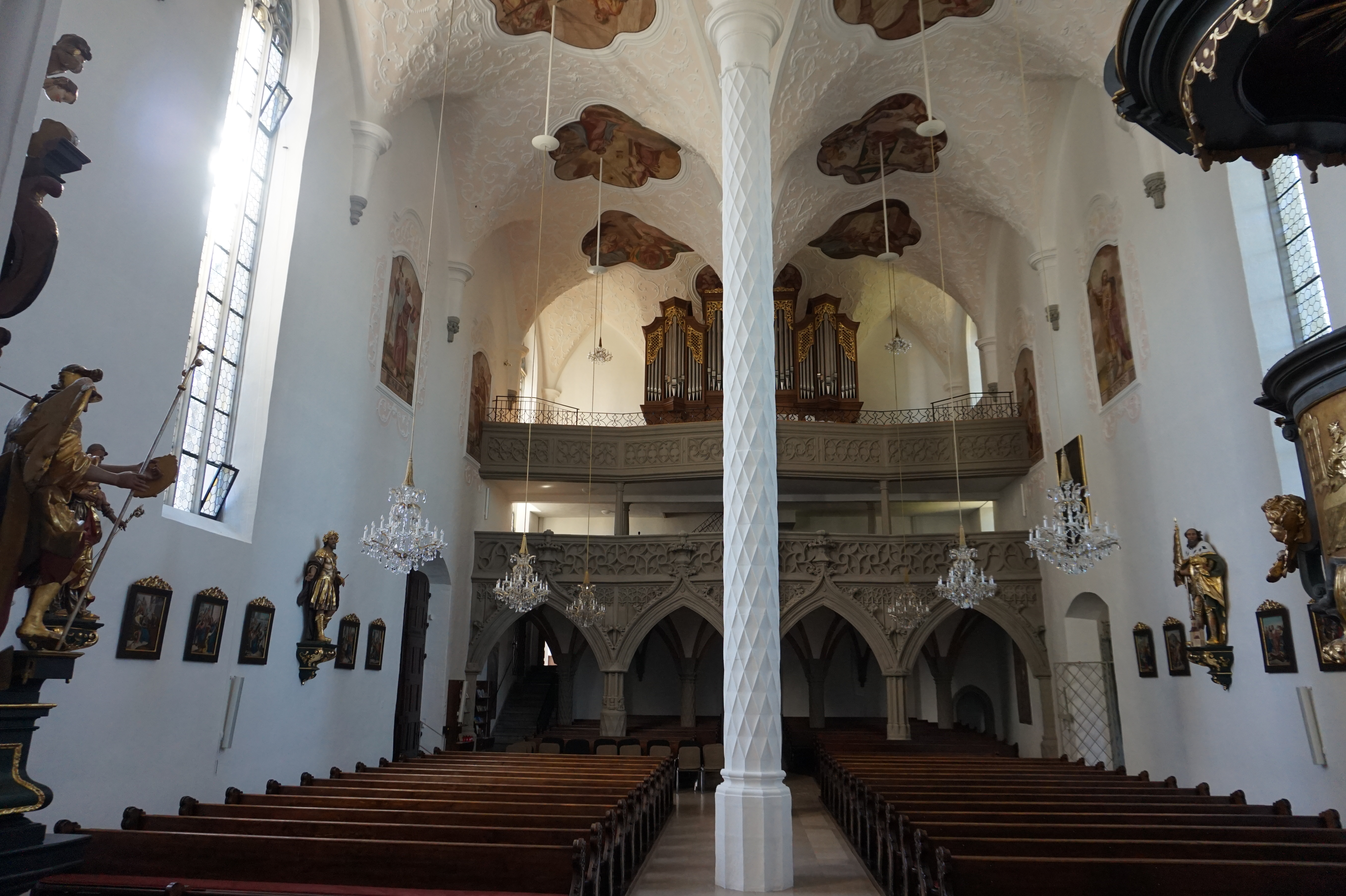
Blick zur Westempore

Die römisch-katholische Pfarrkirche Mariä Himmelfahrt Vöcklamarkt befindet sich in der Gemeinde Vöcklamarkt im Bezirk Vöcklabruck in Oberösterreich. Sie ist dem Fest Mariä Himmelfahrt geweiht und gehört zum Dekanat Frankenmarkt in der Diözese Linz. Wegen seiner Größe ist die Kirche als der „Dom des Vöcklatals“ bekannt. Das Bauwerk steht unter Denkmalschutz (Listeneintrag).

## Geschichte
Die Pfarre wurde erstmals 1075 urkundlich genannt. Die heutige Kirche wurde zwischen 1439 und 1512 im spätgotischen Stil über einem romanischen Vorgängerbau errichtet. Die ältere Jahreszahl 1439 findet sich über dem Nordportal, dem heutigen Zugang zur Anna-Kapelle. Der Chor wurde 1457 errichtet, Altarweihe vor 1489 durch den Passauer Weihbischof Albert Schönhofer. Früher wurde der Kirchenbau Stephan Wultinger zugesprochen, was aber heute als nicht gesichert gilt. Der Meisterschild samt Steinmetzzeichen ist an der Westempore aus dem Jahr 1512 angebracht und entspricht nicht dem Steinmetzzeichen Wultingers. Die Verwandtschaft zu anderen Kirchenbauten im Attergau, wie z. B. St. Georgen im Attergau oder Weißenkirchen im Attergau, ist offensichtlich.
Nach dem Frankenburger Würfelspiel, bei dem der bayerische Statthalter Adam Graf von Herberstorff am 15. Mai 1625 36 Männer paarweise um ihr Leben würfeln ließ, wurden drei der Verlierer am Kirchturm von Vöcklamarkt durch Erhängen hingerichtet.
Ende des 17., Anfang des 18. Jahrhunderts wurde die Kirche barockisiert: Hochaltar 1684, Deckenstuck von Johann Michael Vierthaler um 1712, Fresken von Mathias Sebastian Räbel aus Vöcklabruck. Im Jahr 1722 wurde der Turm auf seine heutige Höhe von 75 m hochgezogen und mit einem Doppelzwiebel Helm abgeschlossen. Die Kirche wurde zuletzt 2016–2017 renoviert, der Turm in den Jahren 2009 und 2010.

## Architektur
Kirchenäußeres
Der 75 m hohe Kirchturm im Westen hat einen Doppelzwiebelhelm. Das Hauptportal im Süden ist ein rechteckig gerahmtes Schulterbogenportal mit reicher Verstäbung. Ihm ist eine netzrippengewölbte Vorhalle vorgebaut. Das Portal selbst ist spätgotisch, oberhalb befindet sich ein Gemälde mit der Darstellung von Mose vor dem brennenden Dornbusch, eine bekannte Episode aus dem Buch Exodus. Die Kirche hat elf hohe zwei- oder dreibahnige Spitzbogenfenster. Die drei Fenster im dreiseitigen Chorabschluss nach Osten hin werden heute vom später eingebauten barocken Hochaltar verstellt. Die meisten Spitzbogenfenster weisen Maßwerkformen der gotischen Steinmetzkunst auf.
Kircheninneres
Die Kirche ist eine große zweischiffige Hallenkirche von bemerkenswertem Höhendrang. Innen ist die Kirche, ähnlich wie in Frankenmarkt, barockisiert. Das Gewölbe des vierjochigen Langhauses ruht auf drei schlanken Rundpfeilern. Diese erreichen eine Höhe von 14 Metern und sind von unterschiedlicher Ausführung (die erste vom Sockel bis zum Pfeilerende gerautet, die zweite glatt und die dritte mit zwölfseitig vertikaler Kehlung versehen, die sich im oberen Teil in eine schraubenförmige Drehung versetzt). Der Chorraum ist vom Langhaus durch einen hohen, spitzbogenförmigen Triumphbogen mit Schmuckprofil getrennt. Der dreijochige Chor endet im 3/8-Schluss. Sowohl im Langhaus als auch im Chor wurden zu Beginn des 18. Jahrhunderts die gotischen Gewölberippen entfernt. Die Decke wurde stattdessen mit Laub-, Band und Gitterwerkstuck  aus der Werkstatt Johann Michael Vierthalers ausgestattet (1712). In den Kappen sind Fresken der Apostel, an der Decke Fresken zur Kindheits-, Leidens- und Auferstehungsgeschichte Jesu Christi von Mathias Sebastian Räbel (1726). Die Westempore ist zweijochig, vierachsig und drei Mal gebrochen. Sie ruht auf Netzrippengewölbe und hat eine prächtige Maßwerkbrüstung. In den Gewölbeansätzen sind spätgotische Bildwerke, die mit 1512 datiert sind. In der Turmkapelle findet sich ebenfalls reicher Stuck. Im Jahr 1692 wurde nördlich an die Kirche eine Kapelle als Grabkapelle mit Gruft der Familie Klinger zu Klingerau angebaut. Der stichkappentonnengewölbte Anbau mit 3/8-Abschluss beherbergt heute einen Anna-Selbdritt-Altar und wird Anna-Kapelle genannt. Im Jahr 2017 wurde die Kapelle renoviert. Der Chorraum wurde 2016 neu gestaltet und mit einem Altar und Ambo aus Bronzeguss des Bildhauers Hartmut Hintner ausgestattet.

## Ausstattung

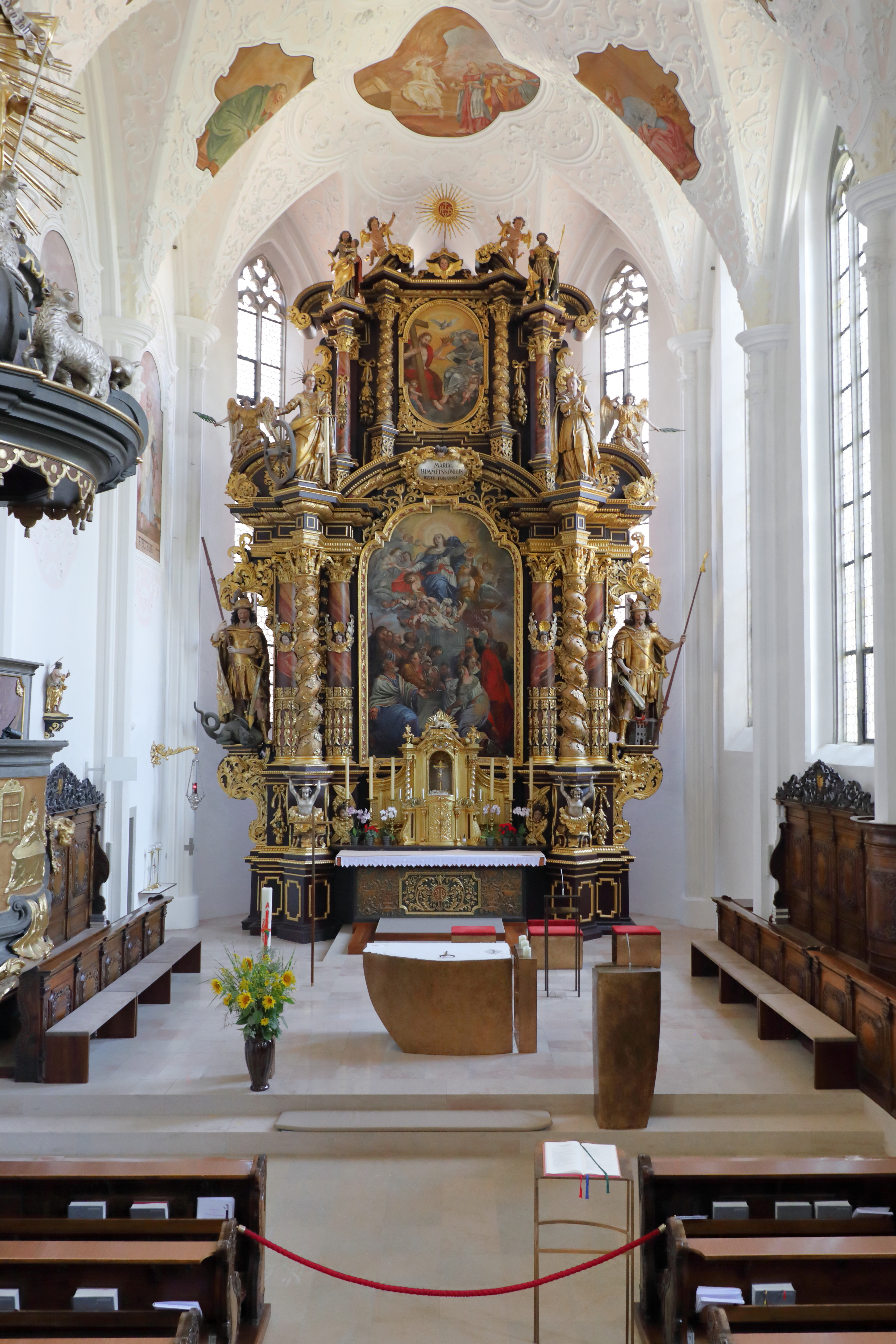
Der 2016 neu gestaltete Altarraum mit Bronze-Volksaltar von Hartmut Hintner

Der Hochaltar wurde urkundlich 1684 vom Bildhauer Martin Moltl aus Altötting sowie Tischler Michael Maier aus Mattighofen geschaffen. Das Gemälde stammt von Johann Krez von 1686 und stellt die Himmelfahrt Mariens dar. Das bemerkenswerte Antependium entstand zwischen 1720 und 1730. Die Seitenaltäre stammen aus dem zweiten Viertel des 18. Jahrhunderts und wurden später verändert. Das rechte Seitenaltarbild mit dem Hl. Isidor stammt von Johann Georg Schmidt aus dem Jahr 1739. Davor ist eine kleine Muttergottesstatue von Klothilde Rauch aufgestellt, die dem Altar den Namen „Marienaltar“ gibt. Am linken Seitenaltar befindet sich ein Kruzifix aus der Werkstatt Meinrad Guggenbichlers. Davor steht eine kleine Herzjesustatue, ebenfalls von Klothilde Rauch. Die Kanzel mit Aufsatzfigur „Guter Hirte“  wird ebenfalls der Werkstatt Meinrad Guggenbichlers zugeschrieben. Der Volksaltar wurde 2016 von Hartmut Hintner gestaltet und als Bronzeguss ausgeführt. Im Langhaus stehen barocke Statuen der Hl. Maria, des Hl. Josef, des Hl. Leopold und des Hl. Donatus aus dem zweiten Viertel des 18. Jahrhunderts. Die Chor- und Kirchenstühle stammen aus dem ersten Viertel des 18. Jahrhunderts. Im Altarraum befinden sich zwei künstlerisch wertvolle Statuen des Hl. Sebastian und des Hl. Rochus aus dem ersten Viertel des 18. Jahrhunderts. Der Anna-Selbdritt Altar der Annakapelle wurde im zweiten Viertel des 18. Jahrhunderts erbaut. Das Schmiedeeisengitter zur Anna-Kapelle stammt aus der Zeit um 1700 aus der Werkstatt des Vöcklabrucker Schmieds Siegmund Maister und wurde 2015 renoviert. In der Kirche sind außerdem Reliefgrabsteine für Vorster v. Höhenperg († 1519) sowie zwei weitere in der Annakapelle von 1592 und 1595. An der südlichen Außenmauer sind zwei Epitaphe aus der Spätgotik angebracht, einer davon für den Vikar Conrad Weiss († 1459). Die Taufkapelle im Erdgeschoß des Kirchturms wurde 2017 renoviert und beherbergt ein sehr schönes antikes Taufbecken.

## Glocken
Das Geläute besteht heute aus fünf Glocken, die Herz-Jesu-Glocke (1644 kg), die Herz-Marien-Glocke (1016 kg), die Josefi-Glocke (507 kg), die Schutzengel-Glocke (301 kg) und die Totenglocke (216 kg).

## Orgel

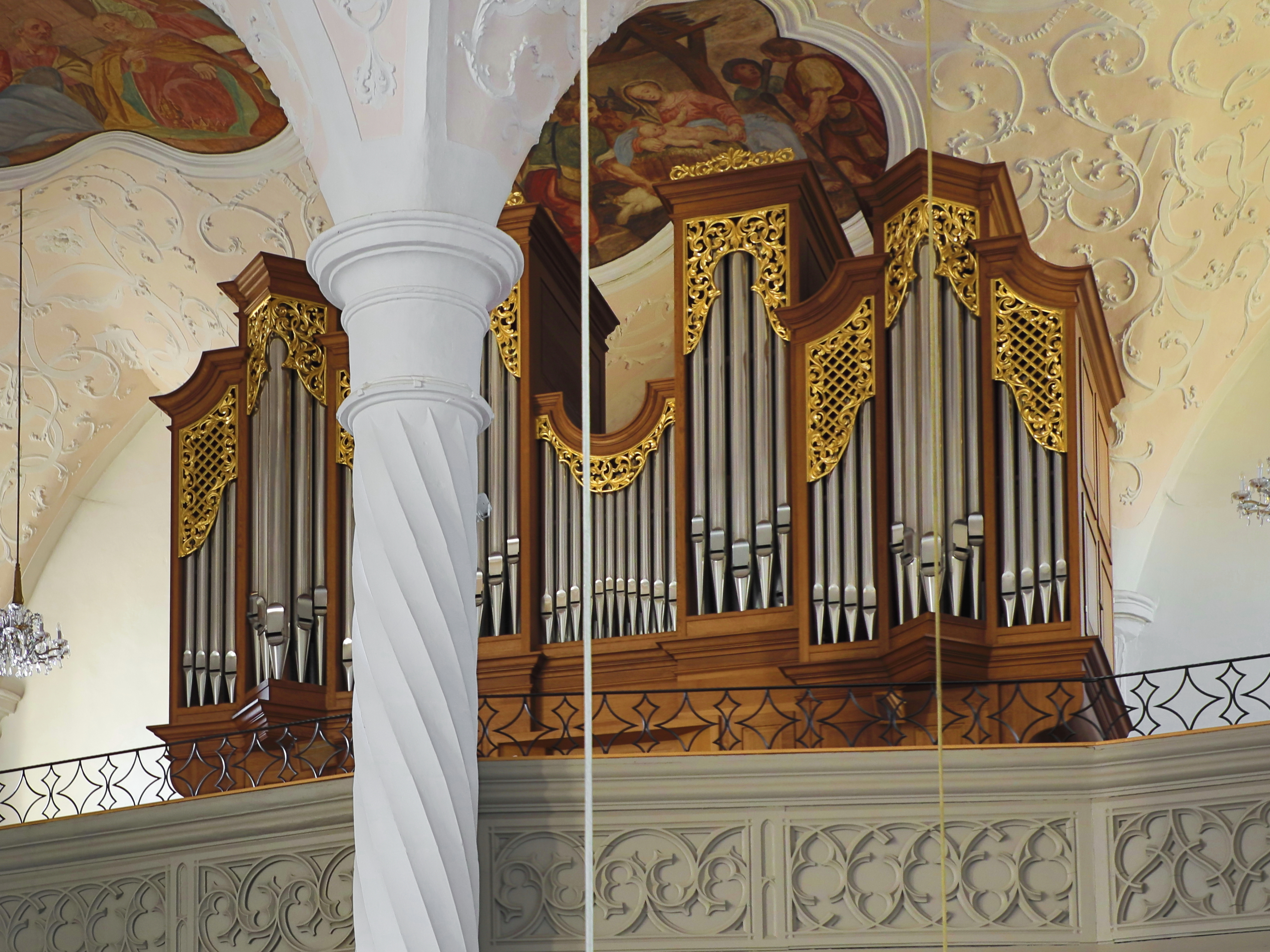
Pflüger-Orgel aus dem Jahr 2003

Die große Orgel der Firma Pflüger aus Feldkirch in Vorarlberg wurde im Jahr 2003 errichtet und ist mit insgesamt 1868 Pfeifen bestückt. Ihre 30 Register sind auf zwei Manuale und ein Pedal verteilt.